# NEAR Shoemaker
NEAR Shoemaker war eine US-amerikanische Raumsonde der NASA, die 1996 zur Erforschung des Asteroiden Eros gestartet wurde und 2001 zum Abschluss der Erkundung auf diesem gelandet ist. NEAR ist die Abkürzung für Near Earth Asteroid Rendezvous (deutsch Rendezvous mit erdnahem Asteroiden); den Zusatznamen „Shoemaker“ erhielt die Sonde im Jahr 2000, nach dem Tod des führenden Geologen und Planetologen Eugene Shoemaker.

## Messinstrumente
Die 805 kg schwere Sonde war die erste, die im Rahmen des Discovery-Programms der NASA startete. Als Instrumente trug sie neben Kameras ein Magnetometer, Röntgen- und Gammastrahlenspektrometer, Infrarotsensoren und einen Laser-Entfernungsmesser. Als internationaler Partner war Deutschland beteiligt.

## Verlauf

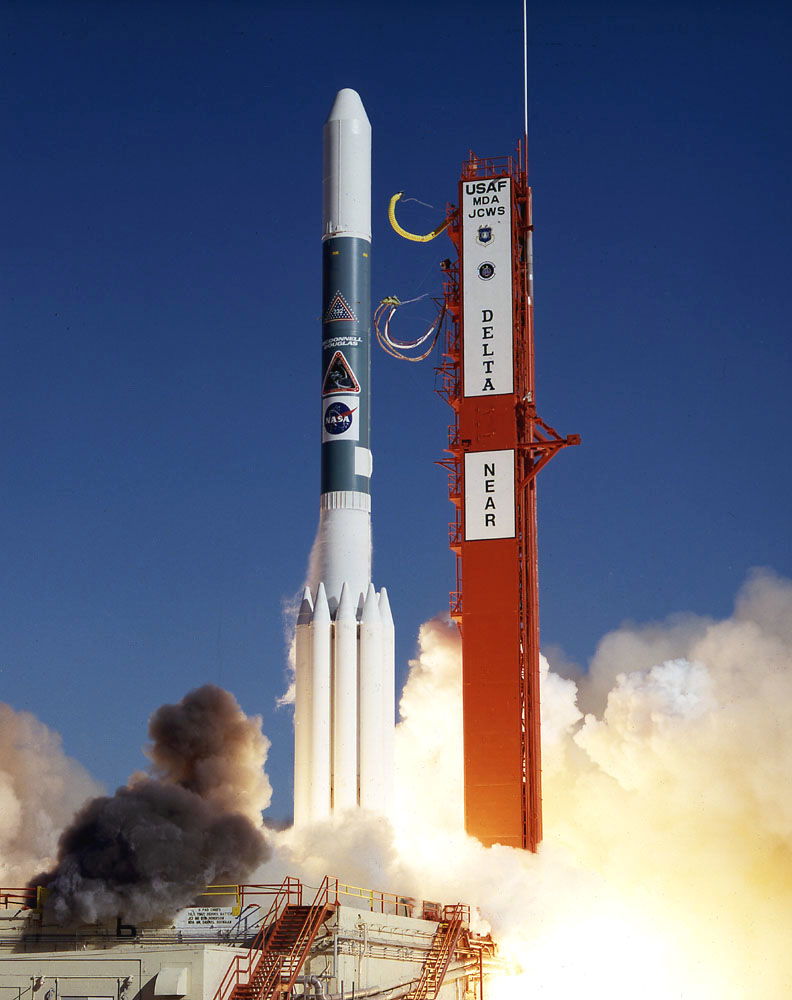
Start von Near mit einer Delta II 7925-8

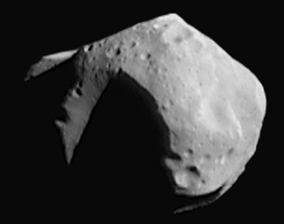
Aufnahme von (253) Mathilde

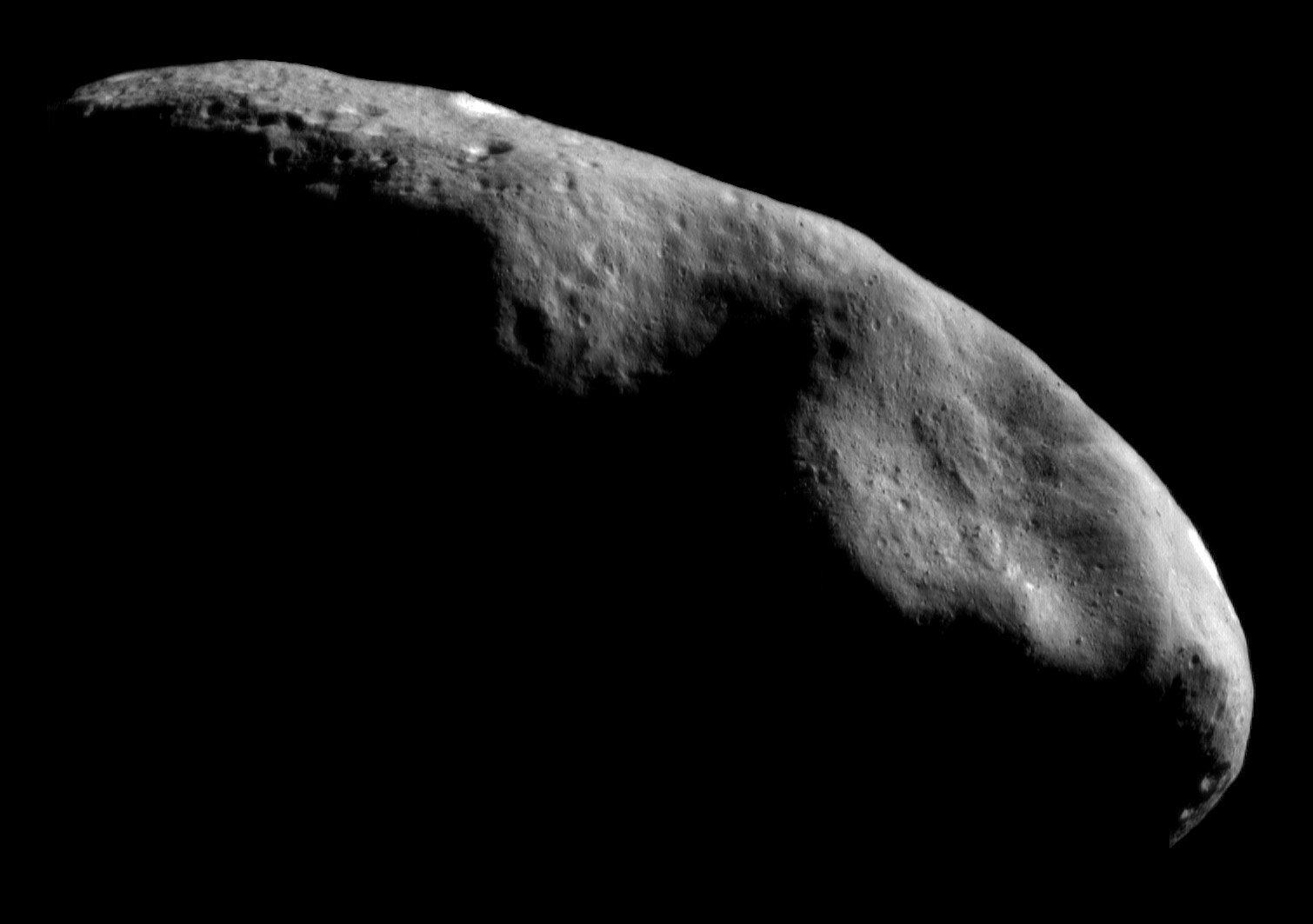
NEAR-Aufnahme des Asteroiden Eros

NEAR verließ die Erde am 17. Februar 1996 auf einer Delta-II-Rakete. Bereits im März 1996 konnte die Sonde einige Bilder des Kometen Hyakutake aus großer Entfernung übersenden. Ein Vorbeiflug am Asteroiden (253) Mathilde fand am 27. Juni 1997 statt. Der Abstand betrug 1.200 km. Die Sonde übermittelte einige Bilder. Der Einschuss in einen Orbit um den Asteroiden Eros misslang zunächst zum Jahreswechsel 1998/1999.
Ein Jahr später als geplant, am 14. Februar 2000, erreichte NEAR den gewünschten Orbit um Eros. Im Laufe der folgenden Monate wurde der Asteroid eingehend erforscht. Die Umlaufbahn wurde von 350 km auf bis zu 50 km abgesenkt. Nach einem Jahr im Orbit um Eros landete die Sonde am 12. Februar 2001 erfolgreich auf der Oberfläche des Asteroiden. Auch dies war ein Novum in der Raumfahrt, da sie gar nicht für eine Landung ausgelegt war. Noch bis zum 28. Februar 2001 übermittelte die Sonde Daten von der Oberfläche des Asteroiden, danach brach der Kontakt ab, da die Solarpanele nicht mehr in Richtung Sonne zeigten. Ein weiterer Kontaktversuch im März desselben Jahres blieb erfolglos.

## Ergebnis
Das Discovery-Programm der NASA war teilweise konzipiert, technologisch und wissenschaftlich Neues zu bringen. Mit NEAR war dies gelungen. Die Sonde war der erste Asteroiden-Orbiter und vollführte auch die erste Landung auf einem Asteroiden – ohne dass man entsprechende Landesysteme eingebaut hatte. Für eine Sonde im Rahmen des Discovery-Programms war sie relativ großzügig mit Instrumenten ausgestattet (sechs Experimente und Sensoren) und konnte zumindest Eros genauer als alle bisherigen Asteroiden erforschen.